# 오즈 어게인스트 투마로우
오즈 어게인스트 투마로우(Odds Against Tomorrow)는 미국에서 제작된 로버트 와이즈 감독의 1959년 범죄, 드라마, 스릴러 영화이다. 해리 벨라폰테 등이 주연으로 출연하였고 로버트 와이즈 등이 제작에 참여하였다.

## 출연

### 주연
- 해리 벨라폰테
- 로버트 라이언

### 조연
- 쉘리 윈터스
- 에드 베글리
- 글로리아 그레이엄
- 윌 쿨루버
- 킴 해밀턴

## 제작진
- 원작자: 윌리엄 P. 맥기번
- 공동제작: 해리 벨라폰테
- 협력프로듀서: 필 스타인
- 미술: 레오 커즈
- 의상: 안나 힐 존스톤

## 사운드트랙

### 곡 목록
모두 존 루이스가 작곡함
1. "Prelude to Odds Against Tomorrow" - 1:44
2. "A Cold Wind Is Blowing" - 1:20
3. "Five Figure People Crossing Paths" - 1:40
4. "How to Frame Pigeons" - 1:04
5. "Morning Trip to Melton" - 3:09
6. "Looking at the Caper" - 2:01
7. "Johnny Ingram's Possessions" - 1:08
8. "The Carousel Incident" - 1:44
9. "Skating in Central Park" - 3:29
10. "No Happiness for Slater" - 3:56
11. "Main Theme: Odds Against Tomorrow" - 3:24
12. "Games" - 2:17
13. "Social Call" - 3:53
14. "The Impractical Man - 3:00
15. Advance on Melton"- 1:58
16. "Waiting Around the River" - 3:51
17. "Distractions" - 1:25
18. "The Caper Failure" - 1:23
19. "Postlude" - 0:45